# Rivalità calcistica Francia-Italia

I due capitani di Francia e Italia, Trésor e Zoff, si salutano prima dell'amichevole di Napoli dell'8 febbraio 1978.

La rivalità calcistica Francia-Italia identifica gli incontri tra le due rispettive nazionali, che hanno dato vita a contese agonistiche che si protraggono da decenni mettendo di fronte due delle nazioni calcistiche di maggior successo al mondo.
Gli incontri principali tra le due compagini sono stati la Finale del campionato europeo di calcio 2000, vinta dai francesi per 2-1 grazie al golden gol nei tempi supplementari, e la Finale del campionato mondiale di calcio 2006, conquistata dagli italiani per 5-3 a tiri di rigore dopo che i tempi regolamentari e supplementari terminarono 1-1. Il bilancio complessivo delle sfide è invece di 41 incontri, con 19 vittorie per l'Italia, 12 per la Francia e 10 pareggi.

## Storia

Boniperti atterrato da Marche nell'amichevole di Genova del 1951

La rivalità tra Francia e Italia trova radici ben profonde e non è affatto relativa soltanto al mondo del calcio. Tra i due paesi da sempre esiste un rapporto di amore-odio, contraddistinto da rispetto e stima reciproci ma anche da scherno e competizione, a livello economico-commerciale ma anche culturale. Anche per questo motivo le sfide tra le due nazionali sono molto sentite da giocatori, dirigenti, giornalisti e tifosi, tanto che alcuni hanno cominciato a chiamarle "derby d'Europa".

Altafini alle prese con un bleus nell'amichevole di Firenze del 1962

I match giocati tra italiani e francesi fanno parte della storia dei tornei mondiali ed europei; ciò vale in particolare per la finale del campionato d'Europa del 2000 giocata allo stadio di Rotterdam e per la finale del campionato del mondo del 2006 giocata allo stadio di Berlino. La Francia, inoltre, è stata ufficialmente la prima avversaria dell'Italia, in un'amichevole a Milano nel 1910; la gara si concluse 6-2 a favore dei futuri azzurri, all'epoca ancora vestiti di bianco.
L'Italia ha figurato meglio negli scontri diretti, avendo battuto la Francia per 19 volte su 40 partite (10 pareggi), mentre i transalpini hanno trionfato in 11 occasioni. Entrambe le squadre si sono alternate nel predominio della scena ma, per ben 62 anni, dal 1920 al 1982, i bleus non hanno mai sconfitto l'Italia. Fino al 1978 le sfide hanno segnato la superiorità dell'Italia con 17 vittorie, 6 pareggi e 3 sconfitte; dal 1982 c'è stata un'inversione di tendenza, dato che nelle successive 15 sfide la nazionale francese ha dominato con 9 vittorie, 4 pareggi e 2 sconfitte.

## Lista degli incontri
| N. | Data              | Luogo             | Competizione                                        | In casa | Risultato             | In trasferta |
| -- | ----------------- | ----------------- | --------------------------------------------------- | ------- | --------------------- | ------------ |
| 1  | 15 maggio 1910    | Milano            | Amichevole                                          | Italia  | 6 – 2                 | Francia      |
| 2  | 9 aprile 1911     | Saint-Ouen        | Amichevole                                          | Francia | 2 – 2                 | Italia       |
| 3  | 17 marzo 1912     | Torino            | Amichevole                                          | Italia  | 3 – 4                 | Francia      |
| 4  | 12 gennaio 1913   | Saint-Ouen        | Amichevole                                          | Francia | 1 – 0                 | Italia       |
| 5  | 29 marzo 1914     | Torino            | Amichevole                                          | Italia  | 2 – 0                 | Francia      |
| 6  | 18 gennaio 1920   | Milano            | Amichevole                                          | Italia  | 9 – 4                 | Francia      |
| 7  | 29 agosto 1920    | Anversa           | Giochi olimpici 1920                                | Francia | 3 – 1                 | Italia       |
| 8  | 20 febbraio 1921  | Marsiglia         | Amichevole                                          | Francia | 1 – 2                 | Italia       |
| 9  | 22 marzo 1925     | Torino            | Amichevole                                          | Italia  | 7 – 0                 | Francia      |
| 10 | 24 aprile 1927    | Parigi            | Amichevole                                          | Francia | 3 – 3                 | Italia       |
| 11 | 29 maggio 1928    | Amsterdam         | Giochi olimpici 1928                                | Italia  | 4 – 3                 | Francia      |
| 12 | 25 gennaio 1931   | Bologna           | Amichevole                                          | Italia  | 5 – 0                 | Francia      |
| 13 | 10 aprile 1932    | Parigi            | Amichevole                                          | Francia | 1 – 2                 | Italia       |
| 14 | 17 febbraio 1935  | Roma              | Amichevole                                          | Italia  | 2 – 1                 | Francia      |
| 15 | 15 dicembre 1937  | Parigi            | Amichevole                                          | Francia | 0 – 0                 | Italia       |
| 16 | 12 giugno 1938    | Parigi            | Campionato mondiale di calcio 1938                  | Francia | 1 – 3                 | Italia       |
| 17 | 4 dicembre 1938   | Napoli            | Amichevole                                          | Italia  | 1 – 0                 | Francia      |
| 18 | 4 aprile 1948     | Parigi            | Amichevole                                          | Francia | 1 – 3                 | Italia       |
| 19 | 3 giugno 1951     | Genova            | Amichevole                                          | Italia  | 4 – 1                 | Francia      |
| 20 | 11 aprile 1954    | Parigi            | Amichevole                                          | Francia | 1 – 3                 | Italia       |
| 21 | 15 febbraio 1956  | Bologna           | Amichevole                                          | Italia  | 2 – 0                 | Francia      |
| 22 | 9 novembre 1958   | Parigi            | Amichevole                                          | Francia | 2 – 2                 | Italia       |
| 23 | 5 maggio 1962     | Firenze           | Amichevole                                          | Italia  | 2 – 1                 | Francia      |
| 24 | 19 marzo 1966     | Parigi            | Amichevole                                          | Francia | 0 – 0                 | Italia       |
| 25 | 8 febbraio 1978   | Napoli            | Amichevole                                          | Italia  | 2 – 2                 | Francia      |
| 26 | 2 giugno 1978     | Mar del Plata     | Campionato mondiale di calcio 1978                  | Italia  | 2 – 1                 | Francia      |
| 27 | 23 febbraio 1982  | Parigi            | Amichevole                                          | Francia | 2 – 0                 | Italia       |
| 28 | 17 giugno 1986    | Città del Messico | Campionato mondiale di calcio 1986                  | Francia | 2 – 0                 | Italia       |
| 29 | 16 febbraio 1994  | Napoli            | Amichevole                                          | Italia  | 0 – 1                 | Francia      |
| 30 | 11 giugno 1997    | Parigi            | Torneo di Francia                                   | Francia | 2 – 2                 | Italia       |
| 31 | 3 luglio 1998     | Parigi            | Campionato mondiale di calcio 1998                  | Italia  | 0 – 0 (dts) (3-4 dtr) | Francia      |
| 32 | 2 luglio 2000     | Rotterdam         | Finale del campionato europeo di calcio 2000        | Francia | 2 – 1 (gg)            | Italia       |
| 33 | 9 luglio 2006     | Berlino           | Finale del campionato mondiale di calcio 2006       | Italia  | 1 – 1 (dts) (5-3 dtr) | Francia      |
| 34 | 6 settembre 2006  | Parigi            | Qualificazioni al campionato europeo di calcio 2008 | Francia | 3 – 1                 | Italia       |
| 35 | 8 settembre 2007  | Milano            | Qualificazioni al campionato europeo di calcio 2008 | Italia  | 0 – 0                 | Francia      |
| 36 | 17 giugno 2008    | Zurigo            | Campionato europeo di calcio 2008                   | Francia | 0 – 2                 | Italia       |
| 37 | 14 novembre 2012  | Parma             | Amichevole                                          | Italia  | 1 – 2                 | Francia      |
| 38 | 1º settembre 2016 | Bari              | Amichevole                                          | Italia  | 1 – 3                 | Francia      |
| 39 | 1º giugno 2018    | Nizza             | Amichevole                                          | Francia | 3 – 1                 | Italia       |
| 40 | 6 settembre 2024  | Parigi            | UEFA Nations League 2024-2025                       | Francia | 1 – 3                 | Italia       |
| 41 | 17 novembre 2024  | Milano            | UEFA Nations League 2024-2025                       | Italia  | 1 – 3                 | Francia      |

## Incontri principali

### Campionato mondiale 1938
La prima sfida tra le due nazionali in un torneo ufficiale è nel corso del campionato del mondo 1938, disputatosi proprio in terra francese. L'Italia campione in carica e la Francia padrona di casa si incontrano nei quarti di finale a Colombes, il 12 giugno 1938. Gli azzurri passano in vantaggio con Colaussi al 9° del primo tempo, ma i transalpini rispondono un minuto dopo con Heisserer. La doppietta di Piola nel secondo tempo condanna i padroni di casa e trascina gli azzurri in semifinale.
| Arbitro: | Baert |

|               |           |                            |
| Heisserer 10’ | Marcatori | 9’ Colaussi 51’, 72’ Piola |

### Campionato mondiale 1978

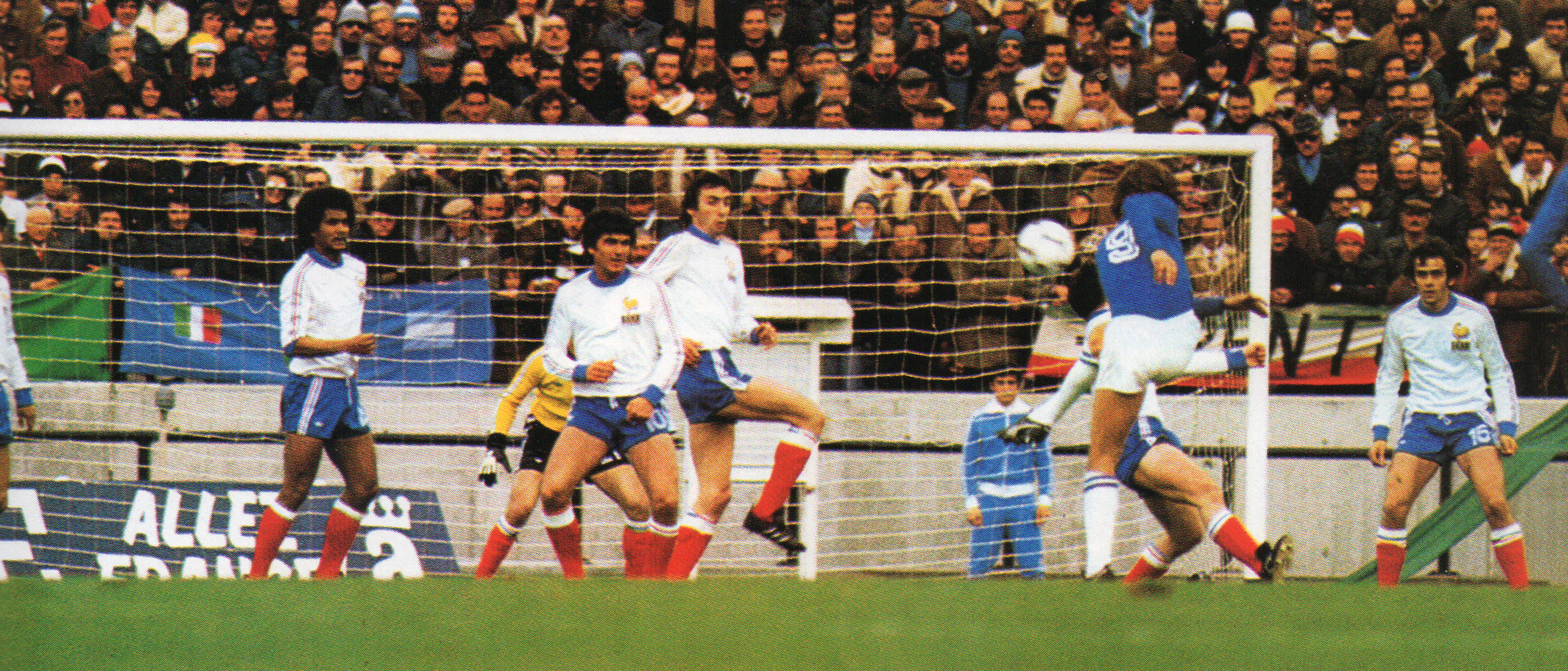
Un frangente della sfida di Mar del Plata al

Dopo quarant'anni esatti, le due nazionali si affrontano nella prima partita del proprio girone al campionato del mondo 1978. Si tratta dell'esordio in un mondiale per il CT italiano Enzo Bearzot. L'Italia si presenta al mondiale argentino con una squadra giovane e promettente che propone una formazione inedita, imperniata sull'asse portante del blocco-Juve. Anche la Francia si presenta con giovani promettenti, molti dei quali però privi di esperienza internazionale.
Al fischio iniziale della sfida contro i transalpini, il 2 giugno allo stadio Mar del Plata, l'Italia si trova davanti a una Francia molto aggressiva, che trova il gol del momentaneo 0-1 con Lacombe dopo soli 44 secondi. Gli azzurri provano a reagire e sfiorano il gol in più occasioni, ma ogni volta vengono ostacolati dalla difesa francese. Al 29', dopo un'azione molto confusa, Rossi firma il meritato pareggio per la formazione azzurra. Riportatisi in parità, gli azzurri riescono a controllare la controffensiva dei bleus. Platini, giovane promessa del calcio francese, subisce la marcatura stretta di Tardelli e non riesce a rendersi pericoloso. All'inizio della ripresa, gli azzurri aggrediscono fin dal primo minuto e, al 54', segnano il gol del definitivo 2-1 con Zaccarelli.
Questa vittoria darà inizio al ciclo di Bearzot sulla panchina azzurra, che raggiungerà l'apice quattro anni più tardi con la vittoria dei Mondiali in Spagna. La Francia, dopo la sconfitta contro l'Italia, uscirà eliminata al primo turno. Da questa sconfitta, tuttavia, seguirà per i bleus un periodo di grandi soddisfazioni.
| Arbitro: | Rainea |

|                          |           |            |
| Rossi 29’ Zaccarelli 54’ | Marcatori | 1’ Lacombe |

### Campionato mondiale 1986
Un ottavo di finale del campionato del mondo 1986 mette di fronte Italia e Francia a quasi quattro anni dall'ultimo confronto (la vittoria in amichevole dei transalpini per 2-0 disputata a Parigi). L'Italia, dopo aver vinto i Mondiali di Spagna 1982, non riesce a qualificarsi al campionato d'Europa 1984 e comincia a stentare in molte amichevoli. Bearzot, riconoscente ai giocatori con cui si era laureato campione del mondo in Spagna, continua a convocarli pur essendo questi ultimi ormai al tramonto della loro carriera. La Francia, invece, ricca di forti individualità, su tutti un Platini vincitore di tre edizioni consecutive del Pallone d'oro, riesce a vincere gli Europei 1984 e si presenta al mondiale del 1986 come una della favorite. Dopo un cammino problematico, gli azzurri passano il turno e agli ottavi si ritrovano proprio contro i bleus.
Bearzot mette in campo una squadra secondo lui adatta ad annullare il gioco avversario e chiede a Baresi di marcare a uomo Platini, ma già dal fischio d'inizio appare evidente che tale piano tattico non funziona. Dopo soli quattordici minuti, l'Italia è già in svantaggio: tocco di Rocheteau per Platini, che entra in area e batte Galli in uscita portando il punteggio sullo 0-1 per la Francia. Nel primo tempo l'Italia prova ad agguantare il risultato con Vierchowod, ma fallisce. Il secondo tempo è lo specchio del primo, con la Francia in netto vantaggio sulla formazione azzurra. All'inizio della ripresa, dopo alcune occasioni, la Francia trova il meritato 0-2 con Stopyra che, servito da Rochetau, fredda Galli sul primo palo con un tocco d'esterno. L'innesto di Vialli al posto del deludente Galderisi non cambia risultato. Al triplice fischio dell'arbitro è la Francia a passare il turno, mentre l'Italia campione del mondo uscente è costretta a lasciare anzitempo il mondiale.
Al termine della sfida, Bearzot ammette la superiorità della formazione francese e qualche tempo dopo si dimise dall'incarico di commissario tecnico. Per la Francia si tratta un grande successo, condito soprattutto dall'aver eliminato i campioni del mondo in carica, da cui, a detta dell'allenatore dei bleus Henri Michel, ci si aspettava senza dubbio qualcosa di meglio.
| Arbitro: | Esposito |

|  |           |                         |
|  | Marcatori | 15’ Platini 57’ Stopyra |

### Campionato mondiale 1998
Nel 1998, anno del campionato del mondo di Francia, la nazionale francese si candida subito alla conquista del titolo di campione del mondo. L'Italia guidata da Cesare Maldini, invece, si presenta alla competizione con una squadra altrettanto competitiva, ma con un Alessandro Del Piero in condizioni di forma precarie. Con l'attaccante della Juventus non al meglio, Maldini decide di convocare Roberto Baggio: sarà lui il titolare finché Del Piero non si ristabilirà.
Mentre la Francia vince il proprio girone con grande autorità, l'Italia passa il turno a fatica, trascinata dall'esperienza di Baggio e dai gol di Vieri. Dopo la prima fase, Italia e Francia sono destinate a incontrarsi in un eventuale quarto di finale. Dopo aver battuto rispettivamente Norvegia e Paraguay, bleus e azzurri si sfidano allo Stade de France di Saint-Denis, il 3 luglio 1998, davanti a 77.000 spettatori.
L'Italia è subito in difficoltà e, già all'inizio del primo tempo, il portiere Pagliuca deve subito opporsi con bravura a due tiri di Zidane e Petit. Il reparto difensivo fatica (Pessotto non riesce a marcare a uomo Zidane), così come quello d'attacco (Del Piero e Vieri non si rendono pericolosi sotto porta). Insoddisfatto dalla prestazione di Del Piero, criticato per i suoi "movimenti incerti" a fine gara, Maldini lo sostituisce con Baggio. Con l'ingresso del Divin Codino aumentano le occasioni da gol per l'Italia e i pericoli per la difesa francese. Nei tempi supplementari, dopo lo 0-0 dei regolamentari, proprio Baggio, lanciato da Albertini, sfiora il golden goal, calciando in corsa al volo un pallone che sfila di pochissimo dal palo destro della porta di Barthez.
La sfida si protrae fino ai tiri di rigore, in cui l'Italia viene eliminata perdendo per 3-4, complici gli errori di Albertini e Di Biagio (il cui rigore si stampò sulla traversa). Dopo dodici anni, la Francia si qualifica per le semifinali della Coppa del mondo, mentre l'Italia viene eliminata ai rigori per la terza edizione consecutiva del campionato del mondo. Il 12 luglio i transalpini vincono il loro primo titolo mondiale, mentre dieci giorni più tardi Maldini viene esonerato dall'incarico di CT e sostituito da Dino Zoff.
| Arbitro: | Dallas |

|                                                |                      |                                       |
| R. Baggio Albertini Costacurta Vieri Di Biagio | Tiri di rigore 3 – 4 | Zidane Lizarazu Trezeguet Henry Blanc |

| Italia | Francia |

| P              | 12 | Gianluca Pagliuca     |      |     |
| D              | 2  | Giuseppe Bergomi      | 28’  |     |
| D              | 4  | Fabio Cannavaro       |      |     |
| D              | 5  | Alessandro Costacurta | 113’ |     |
| D              | 3  | Paolo Maldini (c)     |      |     |
| C              | 11 | Dino Baggio           |      | 52’ |
| C              | 14 | Luigi Di Biagio       |      |     |
| C              | 17 | Francesco Moriero     |      |     |
| C              | 7  | Gianluca Pessotto     |      | 90’ |
| A              | 10 | Alessandro Del Piero  | 26’  | 67’ |
| A              | 21 | Christian Vieri       |      |     |
| Sostituzioni:  |    |                       |      |     |
| C              | 9  | Demetrio Albertini    |      | 52’ |
| A              | 18 | Roberto Baggio        |      | 67’ |
| C              | 15 | Angelo Di Livio       |      | 90’ |
| CT:            |    |                       |      |     |
| Cesare Maldini |    |                       |      |     |

| P             | 16 | Fabien Barthez       |     |     |
| B             | 15 | Lilian Thuram        |     |     |
| B             | 5  | Laurent Blanc        |     |     |
| B             | 8  | Marcel Desailly      |     |     |
| B             | 3  | Bixente Lizarazu     |     |     |
| C             | 7  | Didier Deschamps (c) | 62’ |     |
| C             | 19 | Christian Karembeu   |     | 65’ |
| C             | 17 | Emmanuel Petit       |     |     |
| C             | 10 | Zinédine Zidane      |     |     |
| A             | 6  | Youri Djorkaeff      |     |     |
| A             | 9  | Stéphane Guivarc'h   | 53’ | 65’ |
| Sostituzioni: |    |                      |     |     |
| A             | 12 | Thierry Henry        |     | 65’ |
| A             | 20 | David Trezeguet      |     | 65’ |
| CT:           |    |                      |     |     |
| Aimé Jacquet  |    |                      |     |     |

### Campionato europeo 2000
Francia e Italia si rincontrano nella finale del campionato d'Europa 2000, la sera del 2 luglio, allo stadio di Rotterdam. Sono molti i reduci dalla sfida del 1998, ora con più esperienza. Mentre la Francia si affida a Zidane, l'Italia può contare stavolta sul talento di Francesco Totti.

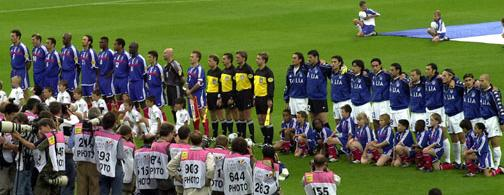
Francia e Italia in campo per la finale del campionato europeo di calcio 2000

Proprio il capitano della Roma, dopo meno di un minuto, serve una palla pericolosa per Delvecchio, che mette paura al portiere francese Barthez. Seguono due occasioni per Totti e ancora per Delvecchio. La Francia si accende dopo un quarto d'ora e ritrova i propri riferimenti. Zidane guadagna metri preziosi per dare sfogo al talento, ma nel corso dell'intera sfida non riuscirà mai a essere decisivo poiché chiuso perfettamente dalla difesa e dal centrocampo azzurro. La ripresa incomincia con gli azzurri in affanno. Zoff toglie Fiore e fa entrare Del Piero. Totti arretra così al ruolo di trequartista e questo crea scompiglio nella difesa francese. Dopo due minuti dall'ingresso di Del Piero, Totti libera di tacco Pessotto, che crossa al centro dell'area di rigore avversaria per Delvecchio. L'attaccante della Roma non sbaglia e porta in vantaggio gli azzurri. Dopo pochi minuti l'Italia ha la possibilità di raddoppiare con Del Piero, il quale però, servito perfettamente da Totti, calcia poco fuori alla sinistra di Barthez.
I francesi si rianimano nel finale e assalgono Toldo e la porta azzurra. Il portiere della Fiorentina riesce a salvare più volte il risultato, ma a un minuto dalla fine accade l'imprevedibile. Su un rinvio di Barthez dalla tre quarti difensiva, nato da una punizione decretata dall'arbitro svedese Anders Frisk, Wiltord riceve un assist sporcato da Cannavaro e tira di potenza verso la porta di azzurra. La palla passa sotto le gambe di Nesta e viene sfiorata appena da Toldo prima di finire in rete. È 1-1 e si va ai tempi supplementari. Entrambe le squadre sembrano poter vincere la partita, ma l'Italia è più scossa dei francesi, sia mentalmente sia fisicamente, e i supplementari della semifinale contro i Paesi Bassi incominciano a sentirsi nelle gambe; dopo un'altra occasione sprecata da Del Piero, i francesi trovano il raddoppio con Trezeguet al 103' del secondo tempo supplementare, golden goal che vale alla Francia il secondo titolo di campione d'Europa dopo quello vinto nel 1984 a Parigi.
Due giorni dopo la finale, il CT degli azzurri Dino Zoff si dimette, adducendo come motivazione il fastidio causato da alcune dichiarazioni rilasciate dall'allora capo dell'opposizione al governo, Silvio Berlusconi, che aveva criticato fortemente alcune sue scelte tattiche. Zoff chiude dunque la sua carriera sulla panchina azzurra con una sconfitta contro i bleus, terzo allenatore ad andare incontro a tale destino dopo Bearzot nel 1986 e Maldini nel 1998.
| Arbitro: | Frisk |

|                                   |           |                |
| Wiltord 90+4’ Trezeguet 103’ (gg) | Marcatori | 55’ Delvecchio |

| Francia       |    |                      |     |     |
|               |    |                      |     |     |
| P             | 16 | Fabien Barthez       |     |     |
| D             | 15 | Lilian Thuram        | 58’ |     |
| D             | 8  | Marcel Desailly      |     |     |
| D             | 5  | Laurent Blanc        |     |     |
| D             | 3  | Bixente Lizarazu     |     | 86’ |
| C             | 4  | Patrick Vieira       |     |     |
| C             | 7  | Didier Deschamps (C) |     |     |
| C             | 6  | Youri Djorkaeff      |     | 76’ |
| C             | 10 | Zinédine Zidane      |     |     |
| A             | 21 | Christophe Dugarry   |     | 57’ |
| A             | 12 | Thierry Henry        |     |     |
| Sostituzioni: |    |                      |     |     |
| A             | 13 | Sylvain Wiltord      |     | 57’ |
| A             | 20 | David Trezeguet      |     | 76’ |
| C             | 11 | Robert Pirès         |     | 86’ |
| CT:           |    |                      |     |     |
| Roger Lemerre |    |                      |     |     |

| Italia        |    |                      |     |     |
|               |    |                      |     |     |
| P             | 12 | Francesco Toldo      |     |     |
| D             | 5  | Fabio Cannavaro      | 42’ |     |
| D             | 13 | Alessandro Nesta     |     |     |
| D             | 15 | Mark Iuliano         |     |     |
| D             | 3  | Paolo Maldini (C)    |     |     |
| D             | 11 | Gianluca Pessotto    |     |     |
| C             | 4  | Demetrio Albertini   |     |     |
| C             | 14 | Luigi Di Biagio      | 31’ | 66’ |
| C             | 18 | Stefano Fiore        |     | 53’ |
| A             | 20 | Francesco Totti      | 90’ |     |
| A             | 21 | Marco Delvecchio     |     | 86’ |
| Sostituzioni: |    |                      |     |     |
| A             | 10 | Alessandro Del Piero |     | 53’ |
| C             | 16 | Massimo Ambrosini    |     | 66’ |
| A             | 19 | Vincenzo Montella    |     | 86’ |
| CT:           |    |                      |     |     |
| Dino Zoff     |    |                      |     |     |

### Campionato mondiale 2006
Dopo la sfida del 2000, Italia e Francia attraversano un periodo difficile. Ritenute tra le favorite per la vittoria del campionato del mondo 2002, entrambe vengono eliminate in maniera clamorosa: gli azzurri vengono sconfitti negli ottavi dalla Corea del Sud padrone di casa, in una partita caratterizzata dal discusso operato dell'arbitro ecuadoriano Byron Moreno, mentre i transalpini escono addirittura al primo turno della competizione. Neanche al campionato d'Europa 2004 le due squadre riescono ad approdare sul podio: l'Italia viene eliminata nella fase a gironi, pur non avendo subito nemmeno una sconfitta, a causa dell'arrivo a pari punti con la Svezia e la Danimarca e della sfida finita per 2-2 tra queste ultime, mentre la Francia viene eliminata a sorpresa, ai quarti di finale, dalla Grecia allenata dal tedesco Otto Rehhagel, futura vincitrice del torneo. Come conseguenza, le due nazionali iniziano un'opera di radicale cambiamento sia della rosa sia della gestione tecnica: Marcello Lippi viene chiamato a guidare gli azzurri, mentre la panchina dei bleus viene affidata a Raymond Domenech.

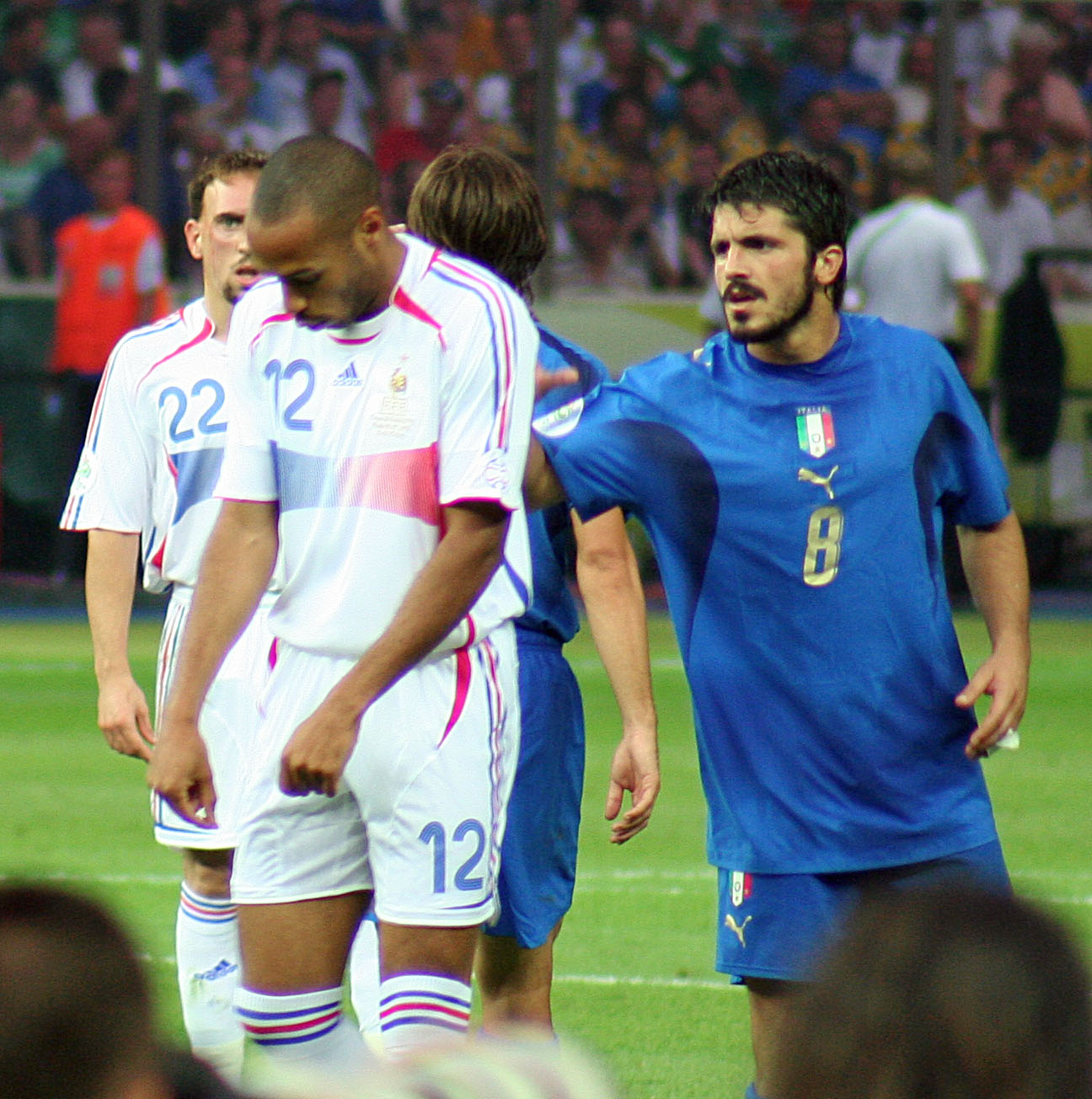
Thierry Henry e Gennaro Gattuso nel corso della finale del campionato mondiale di calcio 2006

L'Italia può contare su un gruppo che annovera alcuni campioni presenti nelle due sfide del 1998 e del 2000 e si qualifica facilmente al campionato del mondo 2006 in programma in Germania. La Francia attraversa invece un difficile periodo di transizione a causa dell'addio di alcuni giocatori veterani, Zidane e Thuram su tutti, i quali, però, decidono di tornare in nazionale su richiesta di Domenech visto che la loro nazionale stava faticando nel girone di qualificazione al mondiale. Con l'aiuto dei suoi giocatori più rappresentativi, la Francia riesce a qualificarsi a Germania 2006.
Entrambe le nazionali si presentano quindi al mondiale tedesco non tra le favorite, ma venendo comunque ritenute in grado di mettere in difficoltà qualsiasi avversario ostico. Dopo un cammino più brillante rispetto a quello della fase a gironi, le due nazionali approdano in finale: l'Italia batte Australia, Ucraina e Germania, mentre la Francia riesce a superare Spagna, Brasile e Portogallo. La sfida finale si svolge la sera del 9 luglio 2006, all'stadio Olimpico di Berlino. La Francia passa in vantaggio con un gol del capitano Zidane, giunto alla sua ultima partita della carriera, al 7º minuto su calcio di rigore. L'Italia reagisce pareggiando con Materazzi al 19° sugli sviluppi di un calcio d'angolo battuto da Pirlo. Dopo un primo tempo alla pari, la seconda frazione di gioco vede gli azzurri in evidente calo e i bleus che ne approfittano, iniziando ad aggredire la difesa italiana, ma senza particolare successo. Dopo le prime sostituzioni, però, è l'Italia a rendersi pericolosa: al 61', Toni realizza di testa un gol sugli sviluppi di un calcio di punizione, ma l'arbitro argentino Horacio Elizondo lo annulla per fuorigioco. La partita si protrae oltre i supplementari e in questo frangente di gioco Zidane viene espulso dall'arbitro Horacio Elizondo, su indicazione del quarto ufficiale di gara, per aver colpito intenzionalmente Materazzi con una testata dopo che i due si erano scambiati alcune frasi offensive, chiudendo di fatto nel peggiore dei modi la propria carriera da calciatore.
Al termine dei 120 minuti il risultato è ancora fermo sull'1-1 e, per la seconda volta nella storia, l'assegnazione della Coppa del mondo è decisa dai tiri di rigore. Gli italiani non sbagliano nessuno dei cinque tiri decisivi dal dischetto, mentre per la Francia è decisivo l'errore di Trezeguet, proprio lo stesso giocatore che aveva punito gli italiani nella finale del campionato europeo 2000. Il rigore di Grosso incorona gli azzurri campioni del mondo per la quarta volta nella storia.
| Arbitro: | Elizondo |

|                                           |                      |                                 |
| Materazzi 19’                             | Marcatori            | 7’ (rig.) Zidane                |
| Pirlo Materazzi De Rossi Del Piero Grosso | Tiri di rigore 5 – 3 | Wiltord Trezeguet Abidal Sagnol |

| Italia | Francia |

| Italia (4-4-1-1) |    |                         |    |     |
|                  |    |                         |    |     |
| P                | 1  | Gianluigi Buffon        |    |     |
| DD               | 19 | Gianluca Zambrotta      | 5’ |     |
| DC               | 5  | Fabio Cannavaro (C)     |    |     |
| DC               | 23 | Marco Materazzi         |    |     |
| DS               | 3  | Fabio Grosso            |    |     |
| CDIF             | 8  | Gennaro Gattuso         |    |     |
| CDIF             | 21 | Andrea Pirlo            |    |     |
| CD               | 16 | Mauro Germán Camoranesi |    | 86’ |
| CS               | 20 | Simone Perrotta         |    | 61’ |
| AI               | 10 | Francesco Totti         |    | 61’ |
| AC               | 9  | Luca Toni               |    |     |
| Sostituzioni:    |    |                         |    |     |
| CDIF             | 4  | Daniele De Rossi        |    | 61’ |
| AD               | 15 | Vincenzo Iaquinta       |    | 61’ |
| AS               | 7  | Alessandro Del Piero    |    | 86’ |
| CT:              |    |                         |    |     |
| Marcello Lippi   |    |                         |    |     |

| Francia (4-2-3-1) |    |                     |      |      |
|                   |    |                     |      |      |
| P                 | 16 | Fabien Barthez      |      |      |
| DD                | 19 | Willy Sagnol        | 12’  |      |
| DC                | 15 | Lilian Thuram       |      |      |
| DC                | 5  | William Gallas      |      |      |
| DS                | 3  | Éric Abidal         |      |      |
| CDIF              | 4  | Patrick Vieira      |      | 56’  |
| CDIF              | 6  | Claude Makélélé     |      |      |
| CD                | 22 | Franck Ribéry       |      | 100’ |
| COFF              | 10 | Zinédine Zidane (C) | 110' |      |
| CS                | 7  | Florent Malouda     | 111’ |      |
| AC                | 12 | Thierry Henry       |      | 107’ |
| Sostituzioni:     |    |                     |      |      |
| CDIF              | 18 | Alou Diarra         | 76’  | 56’  |
| AC                | 20 | David Trezeguet     |      | 100’ |
| CD                | 11 | Sylvain Wiltord     |      | 107’ |
| CT:               |    |                     |      |      |
| Raymond Domenech  |    |                     |      |      |

### Campionato europeo 2008
Il 27 gennaio 2006, cioè alcuni mesi prima della finale dei Mondiali in Germania, Italia e Francia vengono inaspettatamente inserite nello stesso girone delle qualificazioni al campionato europeo di calcio 2008. Il 6 settembre, due mesi dopo l'ultimo confronto, le due nazionali si ritrovano faccia a faccia a Parigi per la seconda gara di qualificazione. Gli azzurri sono campioni del mondo in carica, ma si trovano in una situazione assolutamente non paragonabile a quella di luglio a Berlino: a Saint Denis, i bleus di Domenech li battono infatti per 3-1 (doppietta di Govou e Henry per i francesi e Gilardino per gli italiani). Il CT italiano Roberto Donadoni, che aveva sostituito il dimissionario Lippi, non viene risparmiato dalla critica, che mette in discussione la sua permanenza sulla panchina azzurra.
Il 10 agosto 2007, alcuni giorni prima della partita di ritorno a Milano, Domenech concede un'intervista al quotidiano Le Parisien in cui lancia accuse pesanti e precise all'Italia:
Il team manager ed ex centravanti azzurro Gigi Riva interviene rispondendo alle offese del CT francese:
L'UEFA squalifica Domenech a causa di tali dichiarazioni, impedendogli di sedersi sulla panchina dei bleus in occasione del match di ritorno contro gli azzurri, conclusosi 0-0. Il risultato, seppur deludente a livello sportivo, permette ai francesi di mantenere il primato nel girone di qualificazione impedendo la rimonta degli italiani. La squadra di Donadoni riesce però a completare un filotto di 4 vittorie consecutive, che le permettono di superare i transalpini in classifica e di concretizzare la qualificazione a Euro 2008 (per la Francia sono decisive la sconfitta contro la Scozia e il pareggio contro l'Ucraina).
Il 2 dicembre 2007 l'urna di Lucerna intreccia ancora una volta il cammino di Italia e Francia, che vengono pescate in un girone di ferro insieme a Paesi Bassi e Romania. Dopo due giornate, entrambe le nazionali sono reduci da una sconfitta contro gli olandesi e un pareggio contro i rumeni, e la gara tra loro diventa dunque decisiva per il passaggio al turno successivo, sperando contemporaneamente che l'incontro tra Olanda e Romania non termini con la vittoria dei secondi.
L'Italia tiene in pugno la partita sin dal primo minuto, trovandosi di fronte a una Francia priva di Ribéry già dall'ottavo minuto per infortunio. Al 24' Toni, liberato da solo davanti a Coupet, viene travolto da Abidal al centro dell'area, causando un rigore netto accompagnato dall'espulsione del francese per fallo da ultimo uomo. Sul dischetto si presenta Pirlo, che spiazza Coupet e porta in vantaggio gli azzurri. Nei minuti finali del primo tempo, gli azzurri costruiscono l'ennesima occasione per il raddoppio, ma Grosso colpisce il palo su punizione dai 28 metri. Nel secondo tempo l'Italia trova il raddoppio con De Rossi, la cui punizione viene deviata da Henry. A tre minuti dalla fine, l'Olanda batte la Romania (vincendo in questo modo il raggruppamento) e l'Italia passa il turno come seconda grazie alla vittoria sulla Francia, la prima conseguita nei novanta minuti regolamentari dai tempi dei Mondiali 1978.
| Arbitro: | Michel' |

|  |           |                               |
|  | Marcatori | 25’ (rig.) Pirlo 62’ De Rossi |

### UEFA Nations League 2024-2025
Il 6 settembre 2024 le due squadre si affrontano nuovamente in gare ufficiali dopo sedici anni. Al Parco dei Principi di Parigi, per la prima giornata del gruppo 2 di Lega A della UEFA Nations League 2024-2025, l'Italia batte la Francia per 3-1, cogliendo la prima vittoria contro i bleus in Francia dopo settant'anni. Viceversa nella partita di ritorno del 17 novembre la formazione transalpina si afferma con un netto 3-1 sugli azzurri, ribaltando difatti l'andata, guadagnandosi così il primo posto nella classifica del girone.
| Arbitro: | Sandro Schärer |

|            |           |                                        |
| Barcola 1’ | Marcatori | 30’ Dimarco 51’ Frattesi 74’ Raspadori |

| Arbitro: | Slavko Vincic |

|              |           |                                   |
| Cambiaso 35’ | Marcatori | 2’, 65’ Rabiot 33’ (aut.) Vicario |

## Statistiche
Nelle tabelle è illustrata la storia degli incontri ufficiali disputati dalle due nazionali. Il bilancio delle sfide nelle competizioni è perfettamente equo, con 5 vittorie italiane, 5 francesi e 4 pareggi. Con le amichevoli il bilancio finale delle 41 sfide vede 19 vittorie dell'Italia, 10 pareggi e 12 vittorie della Francia. I quarti di finale del campionato mondiale di calcio 1998 e la finale del campionato mondiale di calcio 2006, finite ai rigori, sono considerate pareggi.
|                                      | Totale gare disputate | Vittorie dell'Italia | Pareggi | Vittorie della Francia | Reti dell'Italia | Reti della Francia |
| Campionati mondiali                  | 5                     | 2                    | 2       | 1                      | 6                | 5                  |
| Campionati europei                   | 2                     | 1                    | 0       | 1                      | 3                | 2                  |
| UEFA Nations League                  | 1                     | 1                    | 0       | 1                      | 4                | 4                  |
| Qualificazioni ai campionati europei | 2                     | 0                    | 1       | 1                      | 1                | 3                  |
| Giochi olimpici                      | 2                     | 1                    | 0       | 1                      | 5                | 6                  |
| Torneo di Francia                    | 1                     | 0                    | 1       | 0                      | 2                | 2                  |
| Totale competizioni                  | 13                    | 5                    | 4       | 5                      | 21               | 22                 |
| Amichevoli                           | 27                    | 14                   | 6       | 7                      | 65               | 38                 |
| Totale                               | 41                    | 19                   | 10      | 12                     | 86               | 60                 |

Dati aggiornati al 17 novembre 2024.

## Cannonieri
Di seguito è riportato l'elenco dei principali cannonieri in tutte le gare ufficiali disputate tra le due nazionali:
5 reti
- Giuseppe Meazza
- Eugène Maës

4 reti
- Guglielmo Brezzi
- Henri Bard

3 reti
- Adolfo Baloncieri
- Carlo Rampini
- Georges Taisne
- Ermanno Aebi
- Virgilio Felice Levratto
- Riccardo Carapellese
- Michel Platini

2 reti
- Aldo Cevenini
- Giovanni Moscardini
- Juste Brouzes
- Émilien Devic
- Julio Libonatti
- Leopoldo Conti
- Silvio Piola
- Benito Lorenzi

- Carlo Galli
- Bruno Nicolè
- José Altafini
- Francesco Graziani
- Youri Djorkaeff
- Zinédine Zidane
- Sidney Govou